# Залесский, Михаил Дмитриевич
Михаил Дмитриевич Залесский (3 [15] сентября 1877, Орёл, Орловская губерния, Российская империя — 22 декабря 1946, Ленинград, СССР) — российский и советский учёный-палеонтолог, доктор геолого-минералогических наук, доктор палеоботаники, член-корреспондент АН СССР (1929).

## Биография
Родился 3 (15) сентября 1877 года городе Орёл в семье служащего.
В 1896 году окончил Орловскую классическую гимназию.
В 1900 году окончил Императорский Санкт-Петербургский университет, естественное отделение физико-математического факультета; начал работать ассистентом кафедры геологии и палеонтологии Екатеринославского высшего горного училища.
В 1903 году поступил на службу в Геологический комитет в Санкт-Петербурге.
В 1916 году стал лауреатом большой Ломоносовской премии за труд «Естественная история одного угля». В этом же году стал одним из учредителей Русского палеонтологического общества и автором его первого Устава.
В 1918 году переехал из Петрограда в Орёл, где организовал первую в СССР палеоботаническую лабораторию по изучению ископаемых растений и насекомых.
Во время Великой Отечественной войны был вывезен (с библиотекой и коллекциями) из оккупированного Орла в Берлин, где работал в Имперском институте исследования почв (август 1943 — май 1945).
После возвращения на родину работал в Палеонтологическом институте АН СССР.
Скончался 22 декабря 1946 года в Ленинграде. Похоронен на Богословском кладбище Санкт-Петербурга.

## Научные исследования
М. Д. Залесский — автор около 170 публикаций, в том числе 5 монографий. Основные: «Палеозойская флора Ангарской серии» (Петроград: Труды Геологического комитета, Вып. 174. — 1918). «Пермская флора уральских пределов Ангариды» (Л.: Труды Геологического комитета, Вып. 176. — 1927). В 1914 года вышла его монография «Очерк по вопросу об образовании угля».
Одним из первых исследовал микроскопическое строение ископаемых углей и горючих сланцев, их природу и генезис. Написал более 15 работ, посвященных сибирской геологии. Описал большое количество новых видов и родов ископаемых растений, применяя сравнительно-анатомический метод.  Работал по палеофлоре Донбасса, Кузбасса, Средней Азии, бассейнов pек Двины и Печоры; а также Англии, Польши, Маньчжурии и Малой Азии. Им был установлен пермский возраст основных угленосных толщ Кузбасса.

## Память
В честь Залесского названы несколько родов ископаемых растений:
- Zalesskioxylon V.G.Lepechina & Yats.-Khmel., 1966
- Zalesskya Kidst. & Gwynne-Vaughan, 1908
- Zalesskyella E.F.Tschirkova ex Zalessky, 1939
- Zalesskyoderma E.F.Tschirkova-Zalesskaya, 1964